# Thương Thủy
Thương Thủy (chữ Hán giản thể: 商水县, Hán Việt: Thương Thủy huyện) là một huyện của địa cấp thị Chu Khẩu, tỉnh Hà Nam, Cộng hòa Nhân dân Trung Hoa. Huyện này có diện tích 1325 km2, dân số năm 2002 là 1,17 triệu người, huyện lỵ đóng ở trấn Thành Quan. 
Huyện Thương Thủy được chia ra thành các đơn vị hành chính gồm 10 trấn và 12 hương. 
- Trấn: Thành Quan, Đàm Trang, Ba Thôn, Bạch Tự, Nguỵ Tập, Hoàng Trại, Đặng Thành, Cố Tường, Luyện Tập và Minh Cát.
- Hương: Thành Quan, Hoá Hà, Bình Điếm, Di Lão, Diệu Tập, Thư Trang, Hác Cương, Trương Trang, Trương Minh, Thang Trang, Lý Phu Khẩu và Đại Vũ.